# Instytut św. Kazimierza w Warszawie
Instytut św. Kazimierza w Warszawie – szkoła z internatem w Warszawie prowadzona przez Siostry Miłosierdzia i istniejąca od XVII wieku .

## Historia
Mieścił się przy ulicy Tamka w Warszawie. Założony w 1659 przez królową polską Ludwikę Marię Gonzagę na wzór szeroko rozgałęzionych podobnych instytutów w całej Europie .
Posiadał seminarium oraz nowicjat dla sióstr miłosierdzia, a także dom wychowawczy nа 100 ubogich dziewcząt sierot w wieku 9–16 lat, z których 85 pobierało wychowanie, naukę oraz całe utrzymanie bezpłatnie, natomiast pozostałe 15 dziewcząt za opłatą 50 rubli rocznie. Obowiązkiem sióstr miłosierdzia, oprócz wychowywania sierot, było pielęgnowanie chorych w szpitalach. Dziewczęta uczyły się czytać, pisać, liczyć, oraz szyć, haftować, prać itp .
Od 1870 instytut pozostawał pod zarządem rady miejskiej dobroczynności publicznej; posiadał oprócz domu z kaplicą na Tamce, ocenionego na 72 tys. rubli, folwarki: Pęchery, Łbiska, Wólkę Pęcherską, Lipową, wieś Runów oraz las. Majątki te razem dawały mu 28 do 35 tysięcy rubli dochodu rocznego, które w całości pokrywały wydatki. W XIX wieku kuratorem tej instytucji był Ludwik Górski .